# Celio Piccolomini

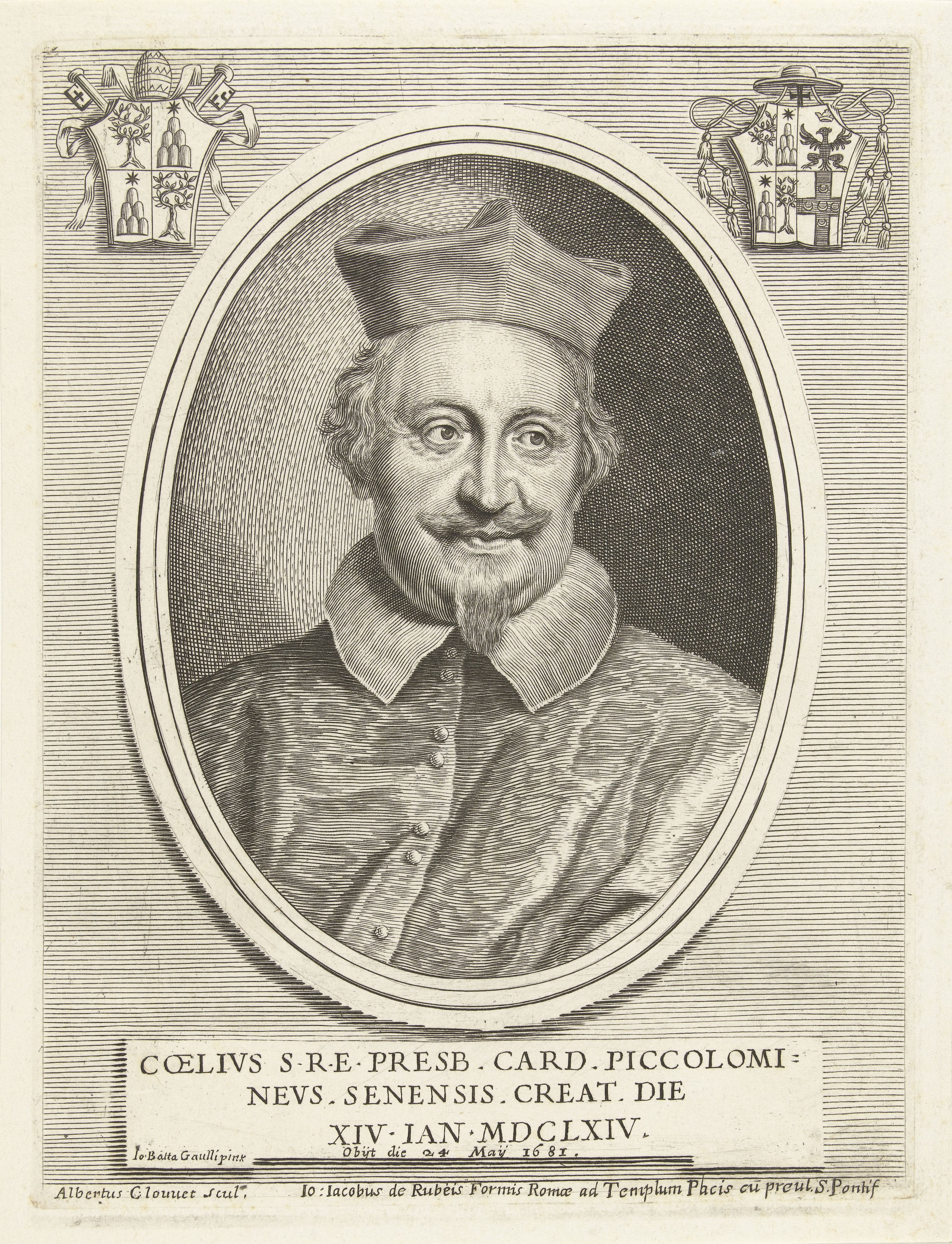
Celio Kardinal Piccolomini (Porträtstich von Albertus Clouwet, um 1670)

Celio Piccolomini (* 1609 in Siena; † 24. Mai 1681 ebendort) war ein italienischer Kardinal und Erzbischof von Siena.

## Biografie
Celio Piccolomini wurde 1609 in Siena als ältestes Kind von Alessandro Piccolomini und Lucreazia Ugurgieri geboren.
Nach seinem Studium zog er nach Rom und praktizierte zunächst als Anwalt. Unter Papst Urban VIII. erhielt er das Amt eines Auditors an der Apostolischen Kammer. Unter der Schirmherrschaft von Kardinal Alessandro Bichi erhielt er verschiedene Ämter in der Kurie und wurde als Delegierter zum König von Frankreich gesandt, um ihn über den Stand des Friedensvertrags von Italien zu informieren. Es folgten Ämter als Geheimer Kammerherr von Papst Alexander VII. und Kanoniker des Kapitels der Vatikanbasilika.
Am 16. Oktober 1656 wurde er zum Titularerzbischof von Cesarea gewählt. Seine Bischofsweihe erfolgte am 29. Oktober 1656 in der Patriarchalbasilika von San Giovanni in Laterano durch Kardinal Giulio Cesare Sacchetti.
Zunächst wurde Piccolomini als außerordentlicher Nuntius nach Frankreich gesandt, um die Friedensverhandlungen mit Spanien zu fördern und Ungarn im Krieg mit den Türken zu unterstützen. Am 27. Oktober 1663 wurde er zum Nuntius von Frankreich bestellt und behielt dieses Amt bis August 1663. Abrupt wurde Piccolomini im September 1662 von der französischen Gesandtschaft zurückberufen und ging zunächst nach Chambery. Dies geschah wegen eines Zwischenfalls zwischen der Familie des französischen Botschafters in Rom und korsischen Soldaten am 20. August 1662, bei denen es einige Verwundete gab und der Diener des Herzogs getötet wurde.
Piccolominis Erhebung zur Kardinalswürde erfolgte durch Alexander VII. im Konsistorium vom 14. Januar 1664. Als Kardinalpriester erhielt er am 11. Februar 1664 die Titelkirche San Pietro in Montorio. Am 18. März 1671 erfolgte seine Ernennung zum Erzbischof von Siena.
Kardinal Piccolomini nahm an den Konklaven von 1667, das Papst Clemens IX. wählte, von 1669–1670, aus dem Clemens X. als neuer Pontifex hervorging, und von 1676 teil, das Papst Innozenz XI. wählte.
Celio Piccolomini verstarb am 24. Mai 1681 in Siena. Seine Bestattung erfolgte im Dom von Siena vor dem Altar der Heiligen Katharina von Siena, in der Gruft der Familie Avveduti.